# イムゲー
イムゲー（IMUGE.）は、沖縄県で製造される蒸留酒の商標。語源は芋を原料とした安酒を意味する「芋下」で、琉球王朝時代から大正期にかけて沖縄地域で製造された自家醸造酒である芋酒を現代に復活させた酒である。

## 復活の経緯
請福酒造株式会社、株式会社多良川、株式会社久米島の久米仙および沖縄県工業技術センターの4者が2015年に、県内酒造業界の活性化、農業の活性化、2次加工業者の活性化を目標にイムゲープロジェクトを結成し研究開発を開始した。2019年8月より販売開始。

## 酒税法上の分類
IMUGE.は、米麹、甘藷、黒糖（粒状または粉状）を原料に製造される。含糖物質である黒糖を使用するため、酒税法に規定する「しょうちゅう」ではなく、「スピリッツ」に分類される。